# Campionato nordamericano femminile under 18 di pallavolo 2008
Il campionato nordamericano femminile under 18 di pallavolo 2008 si è svolto dal 5 al 10 luglio 2008 a Guaynabo, a Porto Rico: al torneo hanno partecipato sette squadre nazionali under 18 nordamericane e la vittoria finale è andata per la quinta volta, la quarta consecutiva, agli Stati Uniti.

## Impianti
|                                                                             |  |  |
|                                                                             |  |  |
| Coliseo Mario Morales Città: Guaynabo Capienza: 5 500 Anno d'apertura: 1983 |  |  |

## Regolamento

### Formula
Le squadre hanno disputato una prima fase a gironi con formula del girone all'italiana; al termine della prima fase:
- Le prime due classificate di ogni girone hanno acceduto alla fase finale per il primo posto, strutturata in quarti di finale, a cui hanno partecipato solo le seconde e le terze classificate, semifinali, finale per il terzo posto e finale.
- Le due eliminate ai quarti di finale hanno acceduto alla finale per il quinto posto.
- La formazione sconfitta alla finale per il quinto posto e la quarta classificata alla fase a gironi hanno acceduto alla finale per il sesto posto.

### Criteri di classifica
In caso di vittoria è prevista l'assegnazione di 2 punti, mentre in caso di sconfitta è prevista l'assegnazione di 1 punto.
L'ordine del posizionamento in classifica è stato definito in base a:
- Punti;
- Ratio dei punti realizzati/subiti;
- Ratio dei set vinti/persi;
- Risultati degli scontri diretti.

## Squadre partecipanti
| Squadra                 | Qualificazione      | Ultima partecipazione |
| ----------------------- | ------------------- | --------------------- |
| Costa Rica              | -                   | ?                     |
| Isole Vergini Americane | -                   | ?                     |
| Messico                 | -                   | Stati Uniti 2006      |
| Porto Rico              | Paese organizzatore | Stati Uniti 2006      |
| Rep. Dominicana         | -                   | Stati Uniti 2006      |
| Stati Uniti             | -                   | Stati Uniti 2006      |
| Trinidad e Tobago       | -                   | ?                     |

## Torneo

### Fase a gironi
| Girone A   | Girone B                |
| ---------- | ----------------------- |
| Costa Rica | Isole Vergini Americane |
| Messico    | Rep. Dominicana         |
| Porto Rico | Stati Uniti             |
|            | Trinidad e Tobago       |

#### Girone A

##### Risultati
| 5 luglio 2008 Coliseo Mario Morales, Guaynabo Durata: 1h:17 - Spettatori: ? | Porto Rico | 3 - 0 | Costa Rica | 25-20, 25-7, 25-22         |
| 6 luglio 2008 Coliseo Mario Morales, Guaynabo Durata: 1h:04 - Spettatori: ? | Costa Rica | 0 - 3 | Messico    | 12-25, 9-25, 15-25         |
| 7 luglio 2008 Coliseo Mario Morales, Guaynabo Durata: 1h:20 - Spettatori: ? | Porto Rico | 1 - 3 | Messico    | 15-25, 10-25, 25-18, 16-25 |

##### Classifica
| Pos | Squadra    | Pt | G | V | P | SV | SP | Ratio | PF | PS | Ratio |
| --- | ---------- | -- | - | - | - | -- | -- | ----- | -- | -- | ----- |
| 1   | Messico    | 4  | 2 | 2 | 0 |    |    |       |    |    |       |
| 2   | Porto Rico | 3  | 2 | 1 | 1 |    |    |       |    |    |       |
| 3   | Costa Rica | 4  | 2 | 0 | 2 |    |    |       |    |    |       |

#### Girone B

##### Risultati
| 5 luglio 2008 Coliseo Mario Morales, Guaynabo Durata: 1h:34 - Spettatori: ? | Trinidad e Tobago       | 3 - 1 | Isole Vergini Americane | 21-25, 25-17, 25-13, 25-9 |
| 5 luglio 2008 Coliseo Mario Morales, Guaynabo Durata: 1h:18 - Spettatori: ? | Rep. Dominicana         | 0 - 3 | Stati Uniti             | 22-25, 17-25, 15-25       |
| 6 luglio 2008 Coliseo Mario Morales, Guaynabo Durata: 0h:55 - Spettatori: ? | Stati Uniti             | 3 - 0 | Trinidad e Tobago       | 25-8, 25-11, 25-8         |
| 6 luglio 2008 Coliseo Mario Morales, Guaynabo Durata: 0h:57 - Spettatori: ? | Isole Vergini Americane | 0 - 3 | Rep. Dominicana         | 6-25, 3-25, 9-25          |
| 7 luglio 2008 Coliseo Mario Morales, Guaynabo Durata: 0h:54 - Spettatori: ? | Rep. Dominicana         | 3 - 0 | Trinidad e Tobago       | 25-3, 25-6, 25-7          |
| 7 luglio 2008 Coliseo Mario Morales, Guaynabo Durata: 0h:48 - Spettatori: ? | Stati Uniti             | 3 - 0 | Isole Vergini Americane | 25-7, 25-7, 25-7          |

##### Classifica
| Pos | Squadra                 | Pt | G | V | P | SV | SP | Ratio | PF | PS | Ratio |
| --- | ----------------------- | -- | - | - | - | -- | -- | ----- | -- | -- | ----- |
| 1   | Stati Uniti             | 6  | 3 | 3 | 0 |    |    |       |    |    |       |
| 2   | Rep. Dominicana         | 5  | 3 | 2 | 1 |    |    |       |    |    |       |
| 3   | Costa Rica              | 4  | 3 | 1 | 2 |    |    |       |    |    |       |
| 4   | Isole Vergini Americane | 3  | 3 | 0 | 3 |    |    |       |    |    |       |

### Fase finale

#### Finali 1º e 3º posto
|  | Quarti            | Quarti          |             |            | Semifinali         | Semifinali         |  |  | Finale 1º/2º posto | Finale 1º/2º posto |
|  |                   |                 |             |            |                    |                    |  |  |                    |                    |
|  |                   |                 |             |            |                    |                    |  |  |                    |                    |
|  |                   |                 |             |            |                    |                    |  |  |                    |                    |
|  | -                 | -               |             |            |                    |                    |  |  |                    |                    |
|  | -                 | -               |             |            |                    |                    |  |  |                    |                    |
|  | -                 | -               |             |            |                    |                    |  |  |                    |                    |
|  | -                 | -               | Messico     | 3          |                    |                    |  |  |                    |                    |
|  |                   |                 | Messico     | 3          |                    |                    |  |  |                    |                    |
|  |                   | Rep. Dominicana | 1           |            |                    |                    |  |  |                    |                    |
|  | Rep. Dominicana   | Rep. Dominicana | 1           | 3          |                    |                    |  |  |                    |                    |
|  | Rep. Dominicana   |                 |             | 3          |                    |                    |  |  |                    |                    |
|  | Costa Rica        | 0               |             |            |                    |                    |  |  |                    |                    |
|  | Costa Rica        | 0               | Messico     | 0          |                    |                    |  |  |                    |                    |
|  |                   |                 | Messico     | 0          |                    |                    |  |  |                    |                    |
|  |                   | Stati Uniti     | 3           |            |                    |                    |  |  |                    |                    |
|  | -                 | Stati Uniti     | 3           | -          |                    |                    |  |  |                    |                    |
|  | -                 |                 |             | -          |                    |                    |  |  |                    |                    |
|  | -                 | -               |             |            |                    |                    |  |  |                    |                    |
|  | -                 | -               | Stati Uniti | 3          | Finale 3º/4º posto | Finale 3º/4º posto |  |  |                    |                    |
|  |                   |                 | Stati Uniti | 3          | Finale 3º/4º posto | Finale 3º/4º posto |  |  |                    |                    |
|  |                   | Porto Rico      | 0           |            |                    |                    |  |  |                    |                    |
|  | Porto Rico        | Porto Rico      | 0           | 3          | Rep. Dominicana    | 3                  |  |  |                    |                    |
|  | Porto Rico        |                 |             | 3          | Rep. Dominicana    | 3                  |  |  |                    |                    |
|  | Trinidad e Tobago | 1               |             | Porto Rico | 1                  |                    |  |  |                    |                    |
|  | Trinidad e Tobago | 1               |             |            | 1                  |                    |  |  |                    |                    |
|  |                   |                 |             |            |                    |                    |  |  |                    |                    |
|  |                   |                 |             |            |                    |                    |  |  |                    |                    |

##### Quarti di finale
| 8 luglio 2008 Coliseo Mario Morales, Guaynabo Durata: 1h:00 - Spettatori: ? | Rep. Dominicana | 3 - 0 | Costa Rica        | 25-14, 25-15, 25-13 |
| 8 luglio 2008 Coliseo Mario Morales, Guaynabo Durata: 1h:15 - Spettatori: ? | Porto Rico      | 3 - 0 | Trinidad e Tobago | 25-12, 25-12, 25-18 |

##### Finale 5º posto
| 9 luglio 2008 Coliseo Mario Morales, Guaynabo Durata: 0h:59 - Spettatori: ? | Costa Rica | 3 - 0 | Trinidad e Tobago | 25-13, 25-9, 25-16 |

##### Semifinali
| 9 luglio 2008 Coliseo Mario Morales, Guaynabo Durata: 1h:11 - Spettatori: ? | Stati Uniti | 3 - 0 | Porto Rico      | 25-20, 25-14, 25-20        |
| 9 luglio 2008 Coliseo Mario Morales, Guaynabo Durata: 1h:30 - Spettatori: ? | Messico     | 3 - 1 | Rep. Dominicana | 20-25, 25-21, 25-19, 26-24 |

##### Finale 6º posto
| 10 luglio 2008 Coliseo Mario Morales, Guaynabo Durata: 1h:07 - Spettatori: ? | Trinidad e Tobago | 3 - 1 | Isole Vergini Americane | 25-17, 25-21, 17-25, 25-20 |

##### Finale 3º posto
| 10 luglio 2008 Coliseo Mario Morales, Guaynabo Durata: 1h:46 - Spettatori: ? | Rep. Dominicana | 3 - 1 | Porto Rico | 25-12, 22-25, 25-14, 25-23 |

##### Finale
| 10 luglio 2008 Coliseo Mario Morales, Guaynabo Durata: 0h:50 - Spettatori: ? | Stati Uniti | 3 - 0 | Messico | 25-17, 25-14, 25-20 |

## Classifica finale
| Pos     | Squadra                 | Rosa |
| ------- | ----------------------- | --- |
| Oro     | Stati Uniti             | Formazione: 2 Bai, 3 Bonilla, 4 Denney, 5 Dixon, 9 Hutson, 10 Kreklow, 12 Orozco, 14 Reeves, 15 Scullion, 16 Thomas, 18 Wittman, 19 Wopat, CT: Stone |
| Argento | Messico                 | |
| Bronzo  | Rep. Dominicana         | |
| 4       | Porto Rico              | |
| 5       | Costa Rica              | |
| 6       | Trinidad e Tobago       | |
| 7       | Isole Vergini Americane | |

## Premi individuali
| Premio                 | Nome             | Squadra     |
| ---------------------- | ---------------- | ----------- |
| Miglior attaccante     | Jazmine Orozco   | Stati Uniti |
| Miglior muro           | Neira Ortiz      | Porto Rico  |
| Miglior palleggiatrice | Carly Thomas     | Stati Uniti |
| Miglior libero         | Jennifer Bonilla | Stati Uniti |